# Boju, Cluj
Boju (în maghiară Kolozsbós) este un sat în comuna Cojocna din județul Cluj, Transilvania, România.

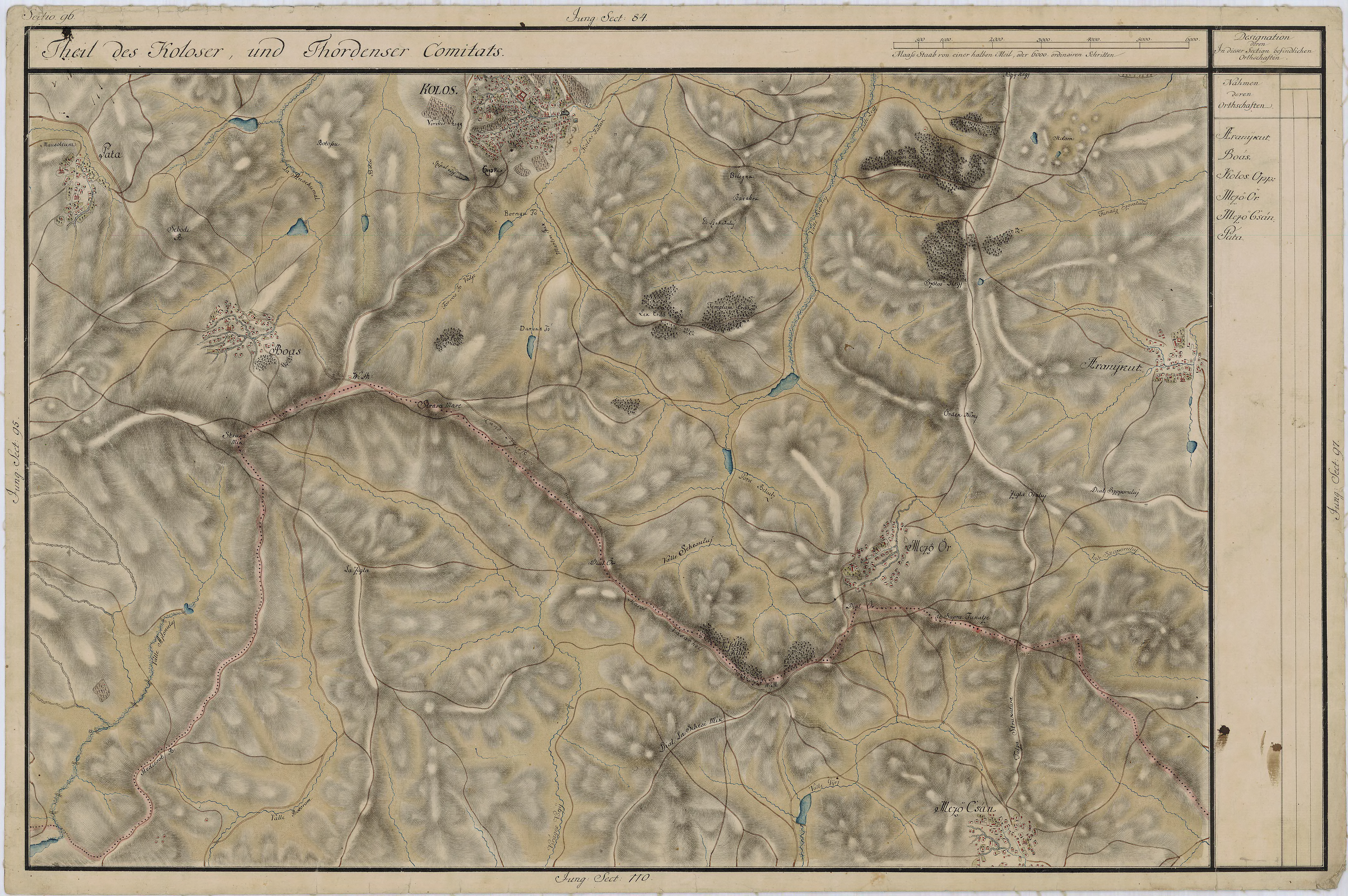
Boju (Boas) pe Harta Iosefină a Transilvaniei, 1769-1773

Pe Harta Iosefină a Transilvaniei din 1769-1773 (Sectio 096), localitatea apare sub numele de „Boas”.

## Istoric
Situl arheologic din punctul “Lângă Sat” este înscris pe lista monumentelor istorice din județul Cluj elaborată de Ministerul Culturii și Patrimoniului Național din România în anul 2010.
Sat românesc, a aparținut în trecut domeniului latifundiar din Rediu, atestat documentar in anul 1214, sub denumirea de Villa Boscu, ca urmare a unui litigiu cu iobagi de la Cetatea Dăbâca, pricină soluționată la Capitlul din Oradea. De asemenea satul Boju mai este menționat în 1346, sub denumirea de Bos, ca fiind proprietate comitelui Chech de Rediu .

## Date geografice
Satul Boju se află situat in zona de trecere de la relieful premontan Feleac-Aiton, spre zona de Câmpie a Transilvaniei Iuriu de Campie - Valea Florilor, la distanță egală, de circa 16 km, față de orașele Cluj-Napoca și Turda. Se invecineaza la est cu Boju-Catun si Iuriu de Campie, la sud cu Lobodaș, iar la sud-vest cu Aiton. In partea de vest se invecineaza cu satul Gheorgheni si Pata, iar la nord-est cu Cojocna si Cara. In anul 1346 satul Boju, alaturi de Pata si Rediu, erau parte integranta a mosiei nobilului ungur Chech de Rediu. Conform unei statistici din 1720 satul se intindea pe o suprafata de circa 700 iugăre, din care circa 600 erau arabile, diferenta reprezentând fânețe naturale. In anul 1900 statisticile consemneaza extinderea satului, suprafata fiind de 3381 iugăre (circa 1700 ha), ponderea fiind detinute de familii nobiliare maghiare. Inca din timpul romanilor, Boju a constituit răscruce de drumuri ce lega exploatarea de sare de la Cojocna cu orasul Turda (Potaissa), respectiv legatura oraselor Turda cu Cluj-Napoca, pe traseul spre Cojocna - Apahida - Cluj, sau Boju - Straja - Pata {sau Gheorgheni} - Cluj . 

## Date geologice
În perimetrul acestei localități s-a pus în evidență prezența unui masiv de sare gemă și a unor izvoare sărate, saramura fiind întrebuințată din vechi timpuri de către localnici.

## Imagini

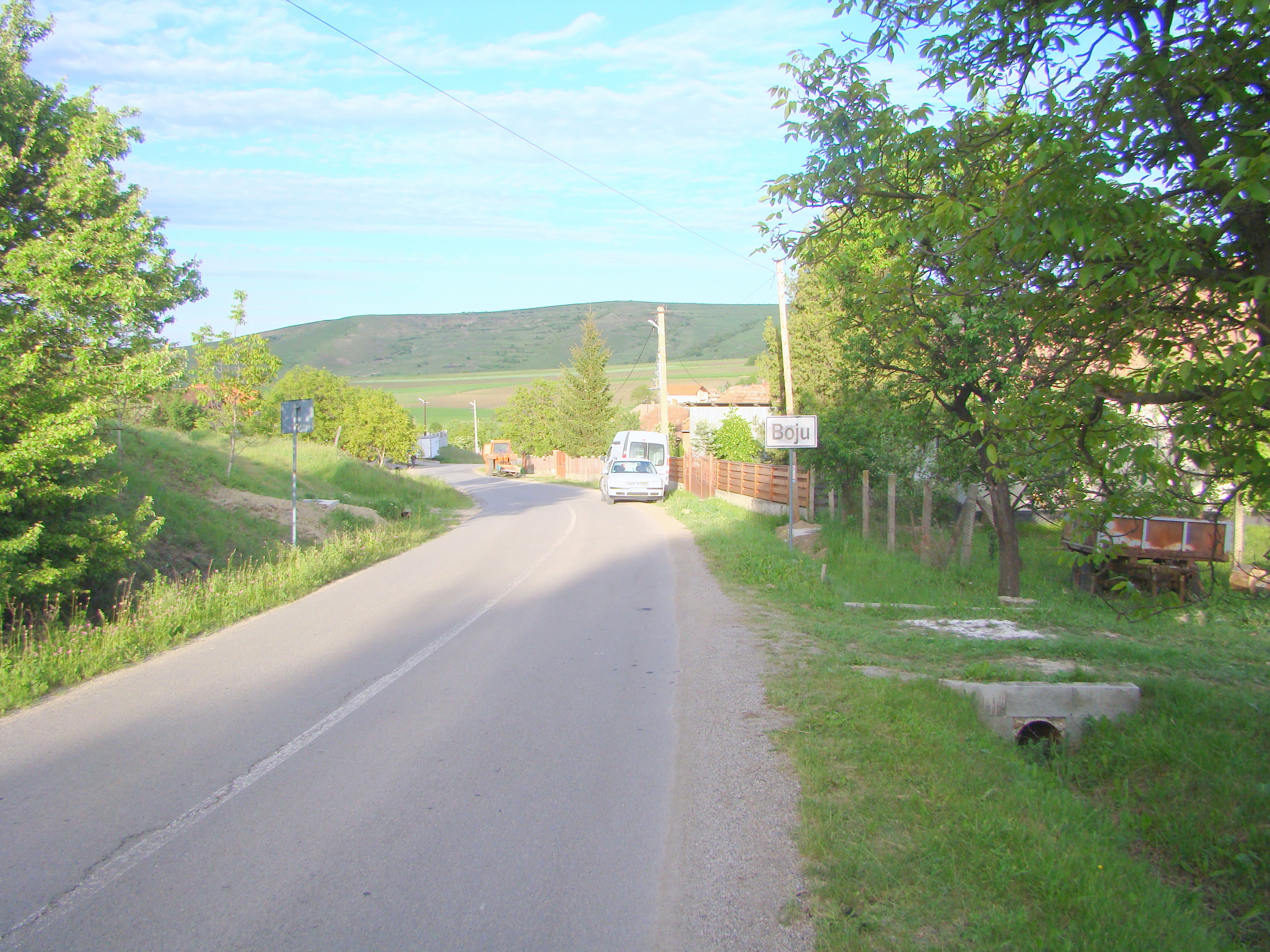
Intrarea în localitate
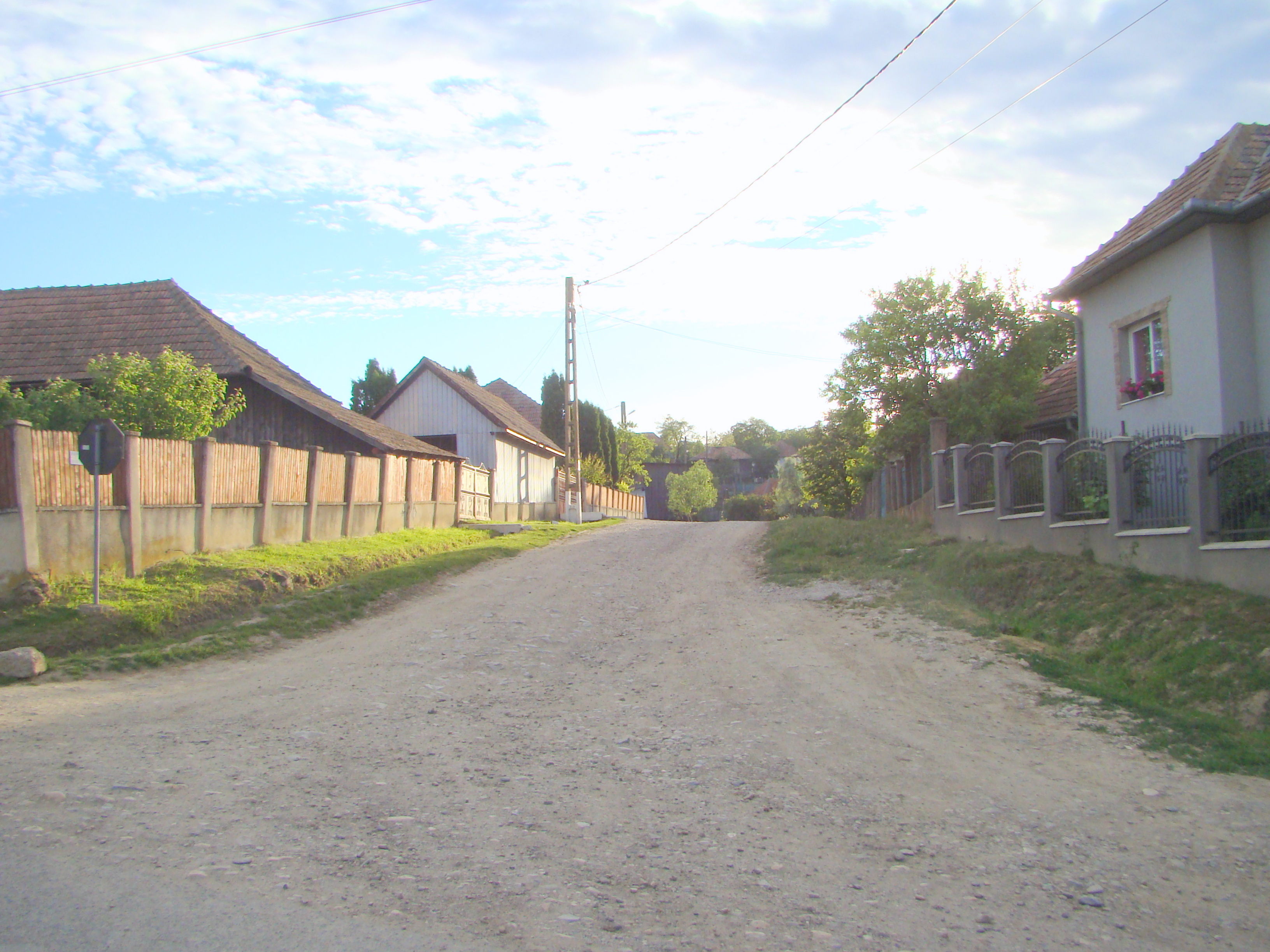
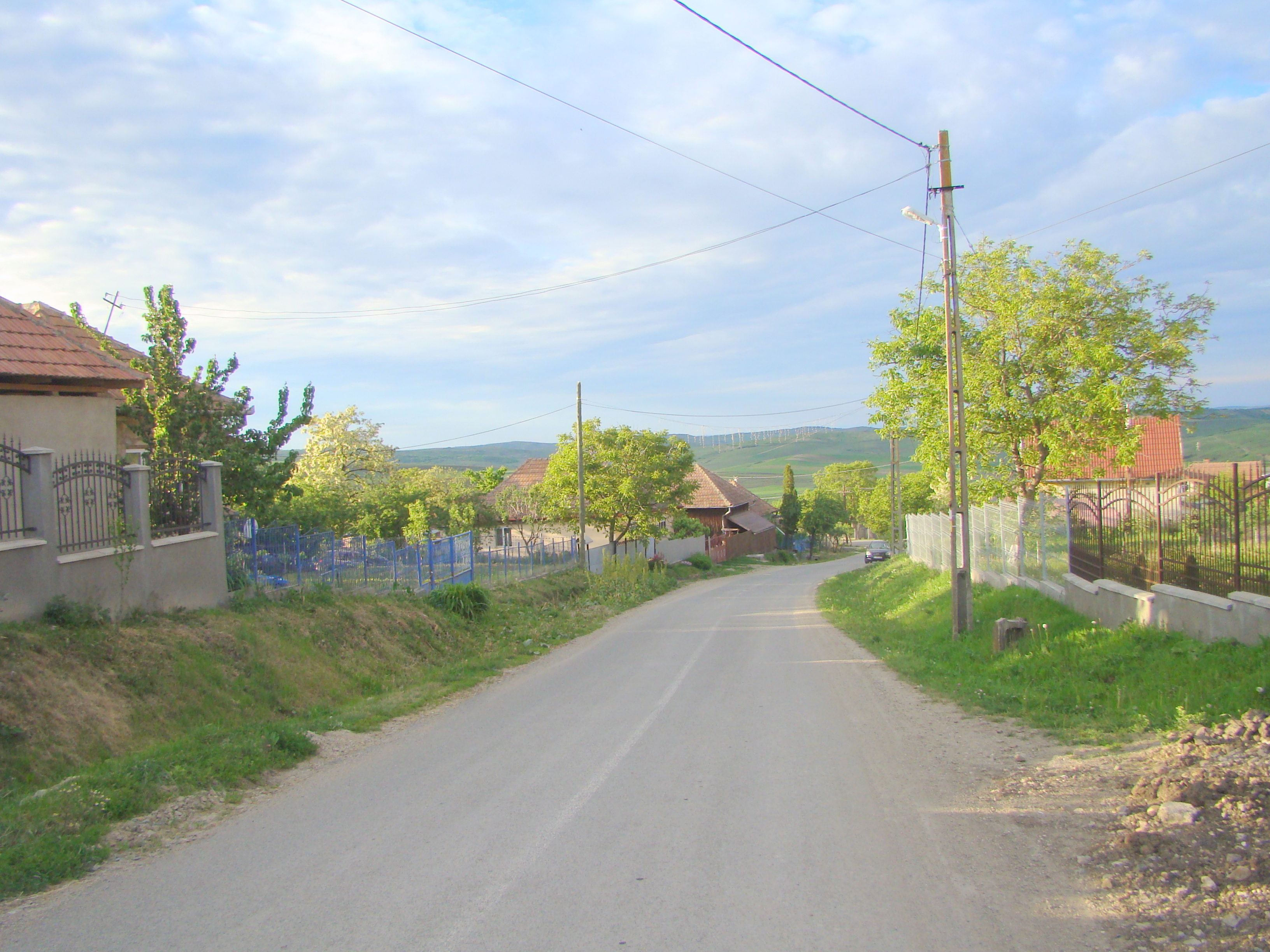
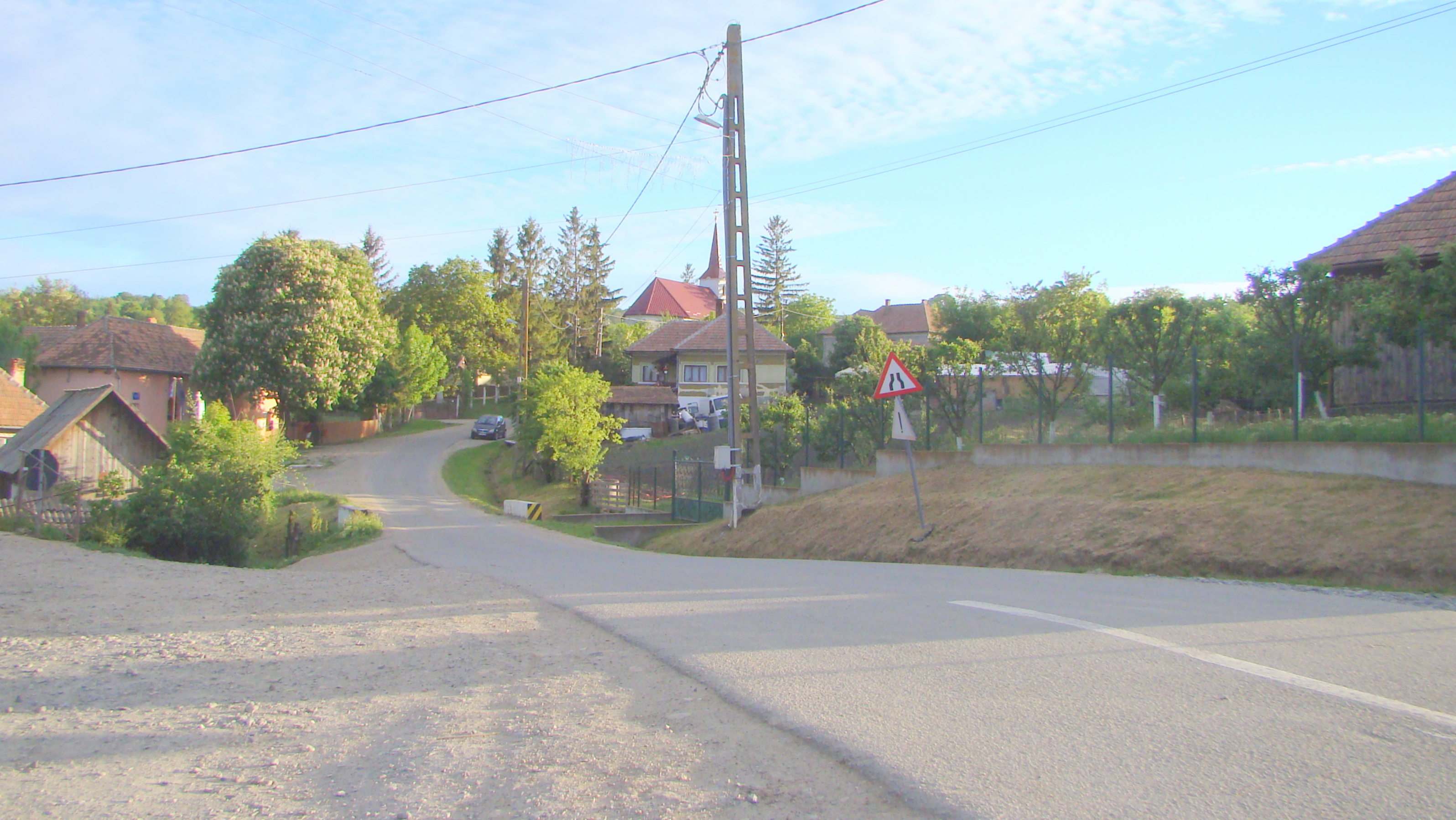
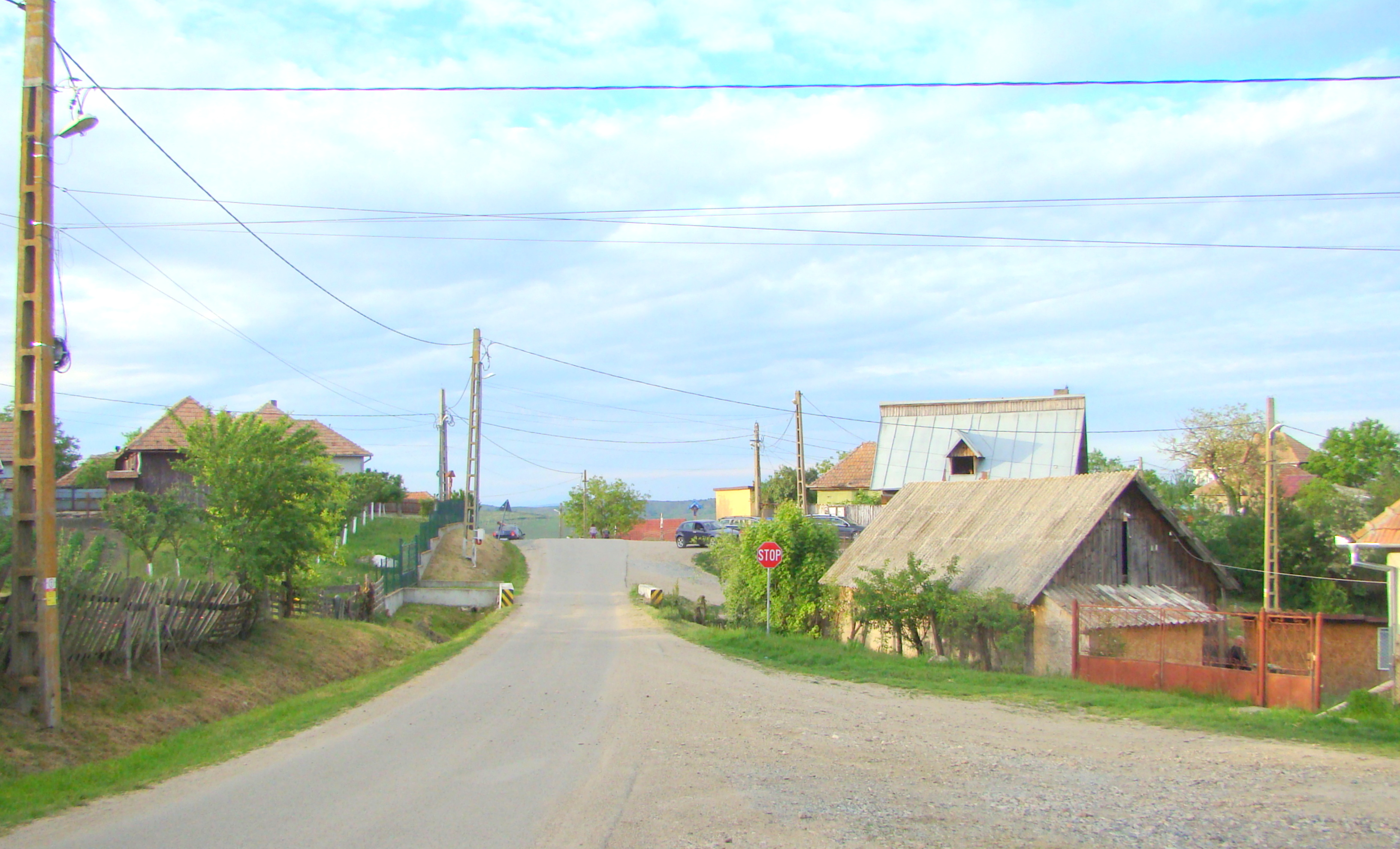
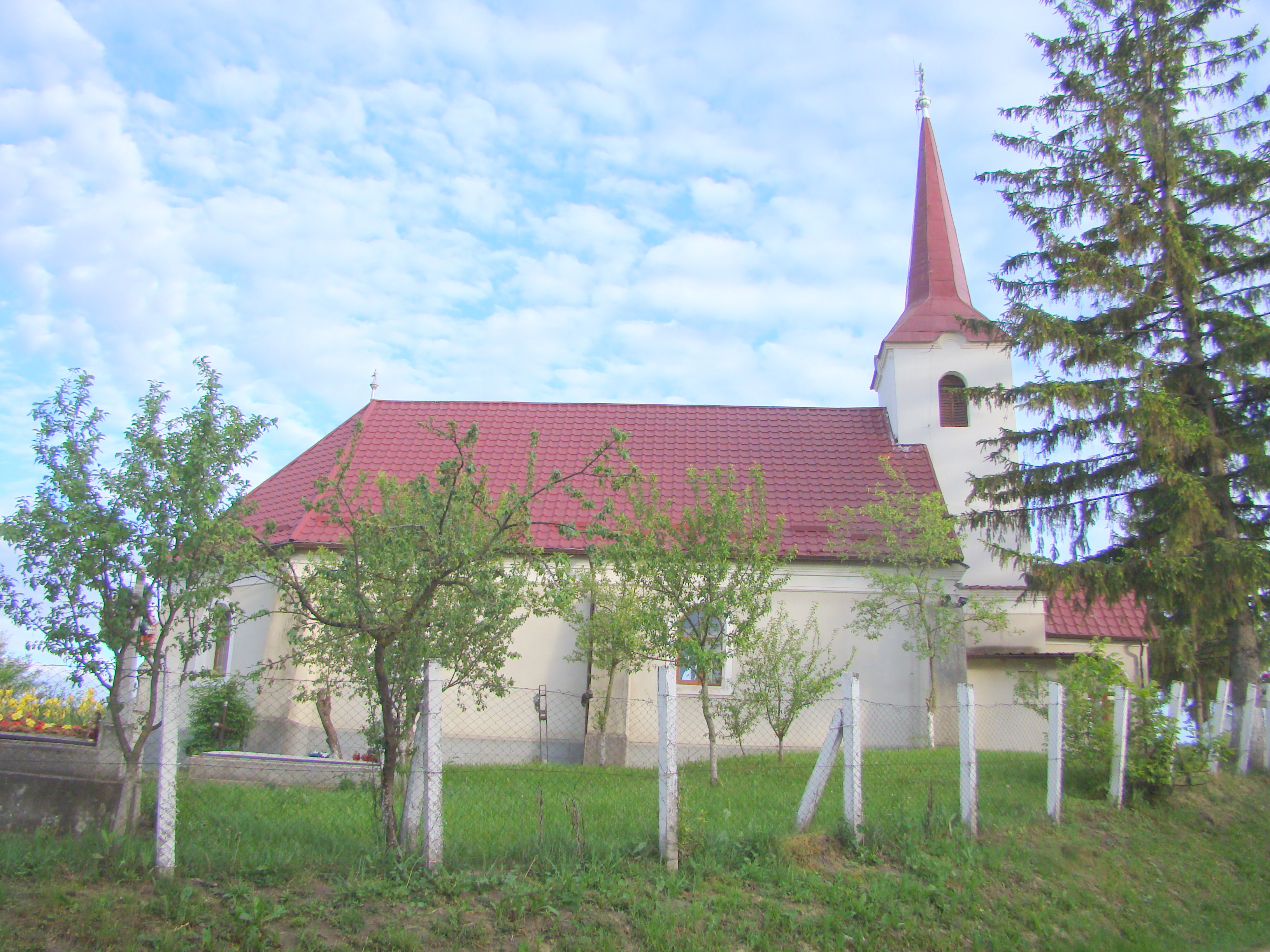
Biserica Sfinții Arhangheli Mihail și Gavriil (1835)
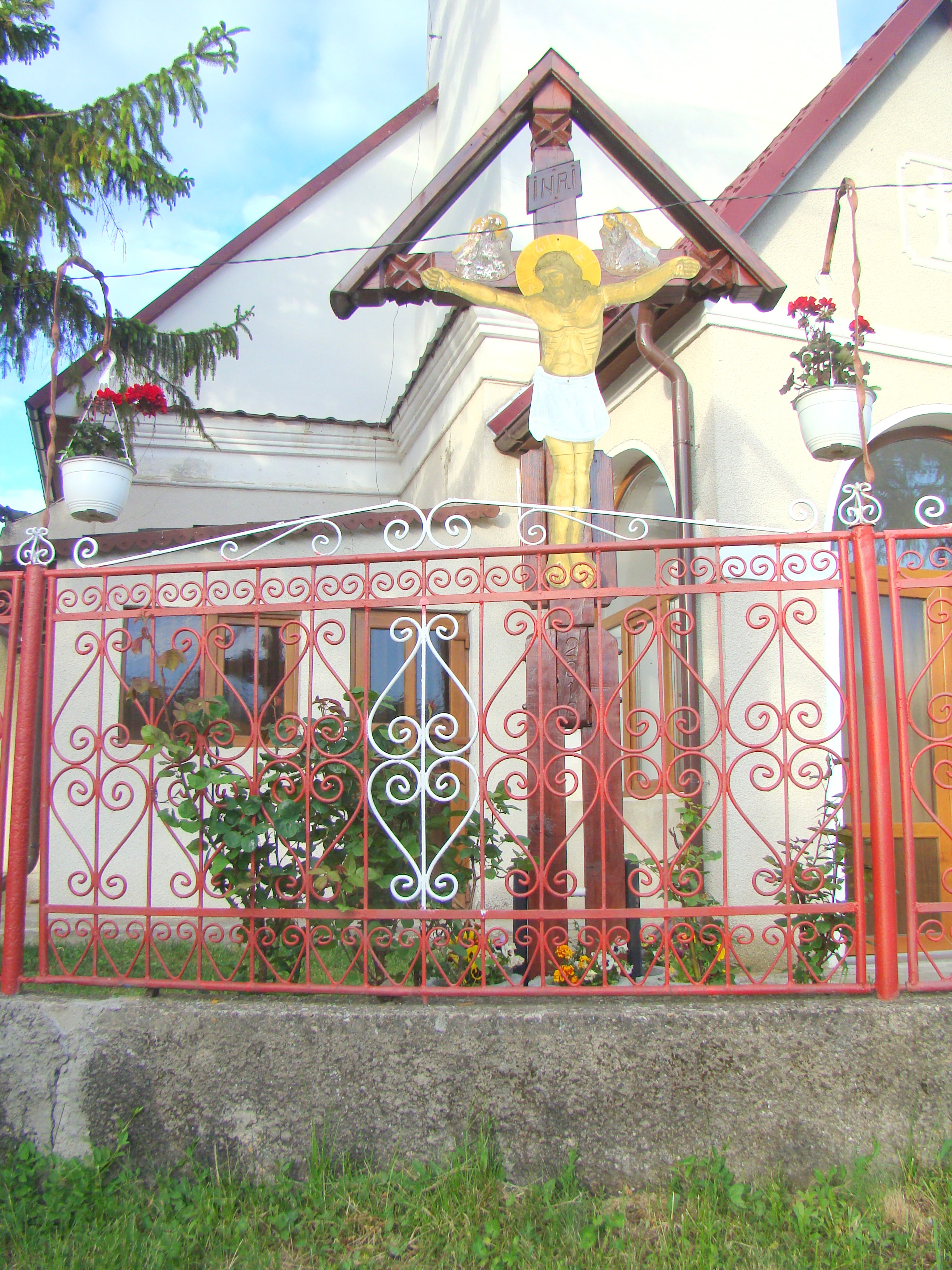
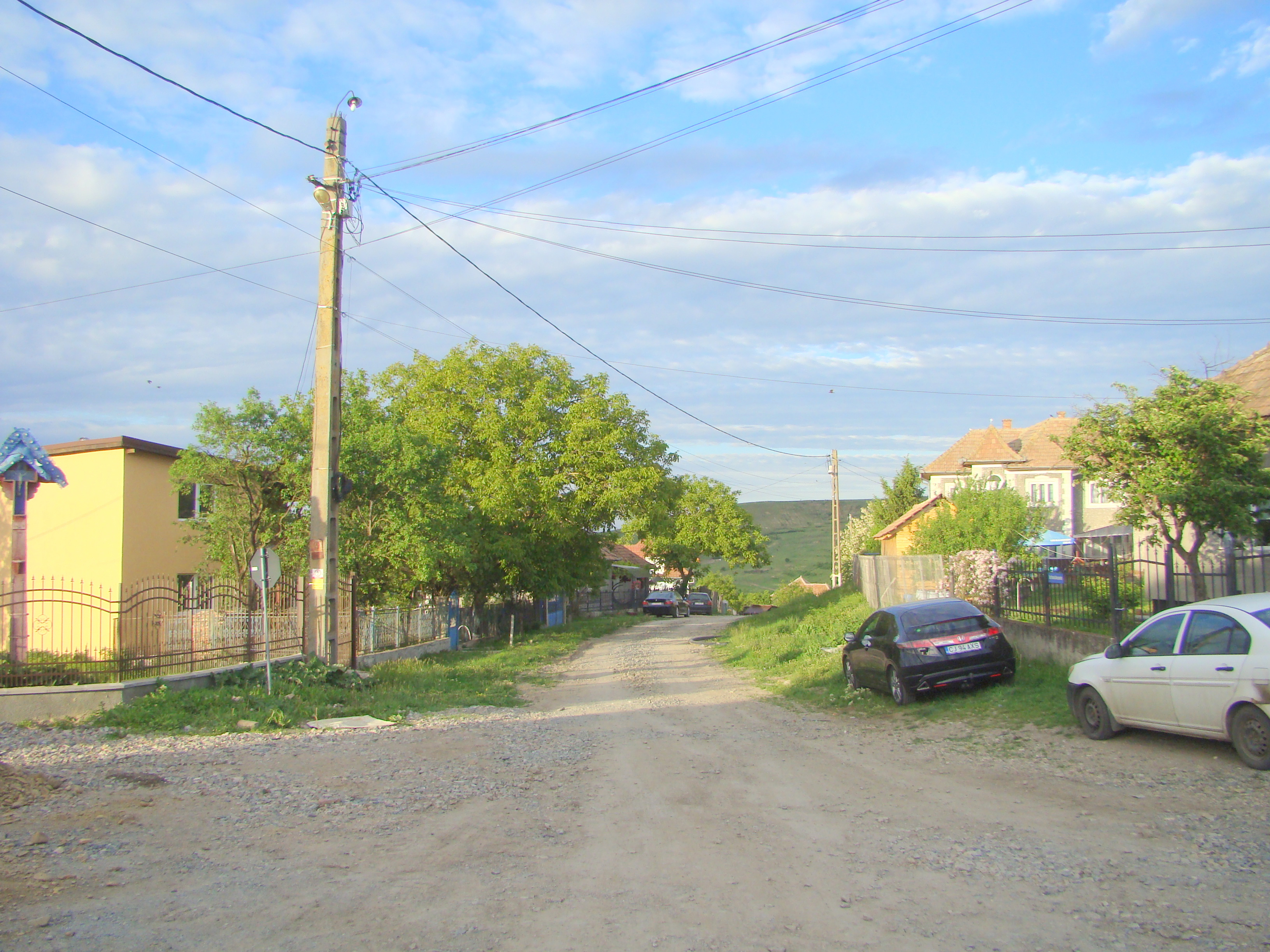